# Linaria creticola
Linaria creticola är en grobladsväxtart som beskrevs av Kuprian.. Linaria creticola ingår i släktet sporrar, och familjen grobladsväxter. Inga underarter finns listade i Catalogue of Life.